# Spiccioli dal cielo
Spiccioli dal cielo (Pennies from Heaven) è un film del 1981 diretto da Herbert Ross.

## Trama
Nella Chicago degli anni trenta, Arthur Parker, un agente musicale sull'orlo della bancarotta per via della grande depressione si rifugia nell'universo consolatorio della canzone popolare sperando di trovare nuova linfa vitale.

## Riconoscimenti
- 1981 - Boston Society of Film Critics
  - Miglior fotografia
- 1982 - Golden Globe
  - Migliore attrice in un film commedia o musicale a Bernadette Peters